# Liste der Biografien/Dir
Liste der Biografien |
Portal Biografien |
Personensuche
# |
A |
B |
C |
D |
E |
F |
G |
H |
I |
J |
K |
L |
M |
N |
O |
P |
Q |
R |
S |
T |
U |
V |
W |
X |
Y |
Z |
?
 
Da |
Db |
Dc |
Dd |
De |
Dg |
Dh |
Di |
Dj |
Dk |
Dl |
Dm |
Dn |
Do |
Dq |
Dr |
Ds |
Du |
Dv |
Dw |
Dy |
Dz
 
Dia |
Dib |
Dic |
Did |
Die |
Dif |
Dig |
Dih |
Dij |
Dik |
Dil |
Dim |
Din |
Dio |
Dip |
Diq |
Dir |
Dis |
Dit |
Diu |
Div |
Diw |
Dix |
Diy |
Diz
Die Liste der Biografien führt alle Personen auf, die in der deutschsprachigen Wikipedia einen Artikel haben. Dieses ist eine Teilliste mit 195 Einträgen von Personen, deren Namen mit den Buchstaben „Dir“ beginnt.

## Dir

### Dira
- Dira, Bernadett (* 1980), ungarische Biathletin
- Dirac, Gabriel Andrew (1925–1984), ungarisch-britischer Mathematiker
- Dirac, Paul (1902–1984), britischer Physiker, Nobelpreisträger und Mitbegründer der QuantenphysikPaul Dirac (1902–1984)

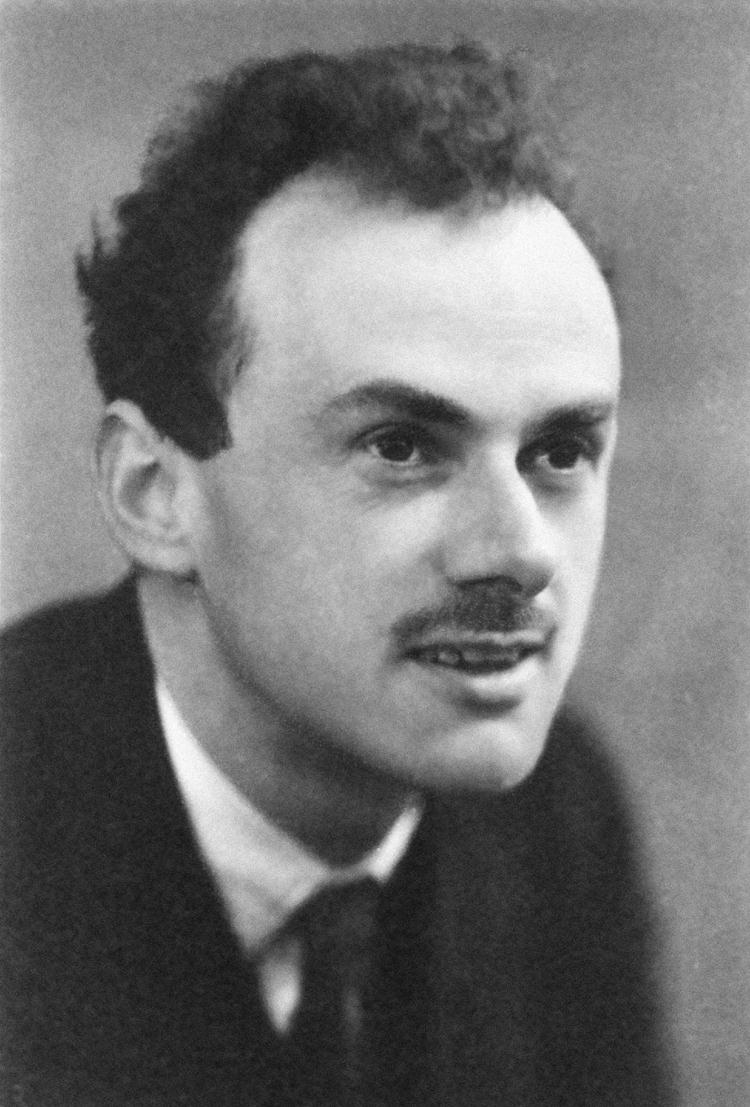
Paul Dirac (1902–1984)

- DiRado, Maya (* 1993), US-amerikanische Schwimmerin
- Dirani, Danilo (* 1983), brasilianischer Rennfahrer
- Dirani, Noura, deutsche Kunsthistorikerin und Kuratorin
- Diranian, Sarkis (1859–1938), armenischer Genre-, Akt- und Landschaftsmaler sowie Maler des Orientalismus (Frankreich)
- Ḍirār, Sklavin und Konkubine
- Dirar, Nabil (* 1986), marokkanischer Fußballspieler
- Diraviam, Justin (1907–1991), indischer Geistlicher, römisch-katholischer Erzbischof von Madurai
- Dirawi, Gina (* 1990), schwedische Moderatorin, Sängerin, Schauspielerin und Model

### Dirc
- Dirceu (1952–1995), brasilianischer Fußballspieler
- Dirceu Francisco Xavier (* 1977), brasilianischer Fußballspieler
- Dirceu, José (* 1946), brasilianischer Politiker
- Dirckinck-Holmfeld, Constant (1799–1880), deutsch-dänischer Verwaltungsjurist und Publizist
- Dirckinck-Holmfeld, Edwin von (1802–1896), dänischer SeeoffizierEdwin von Dirckinck-Holmfeld (1802–1896)

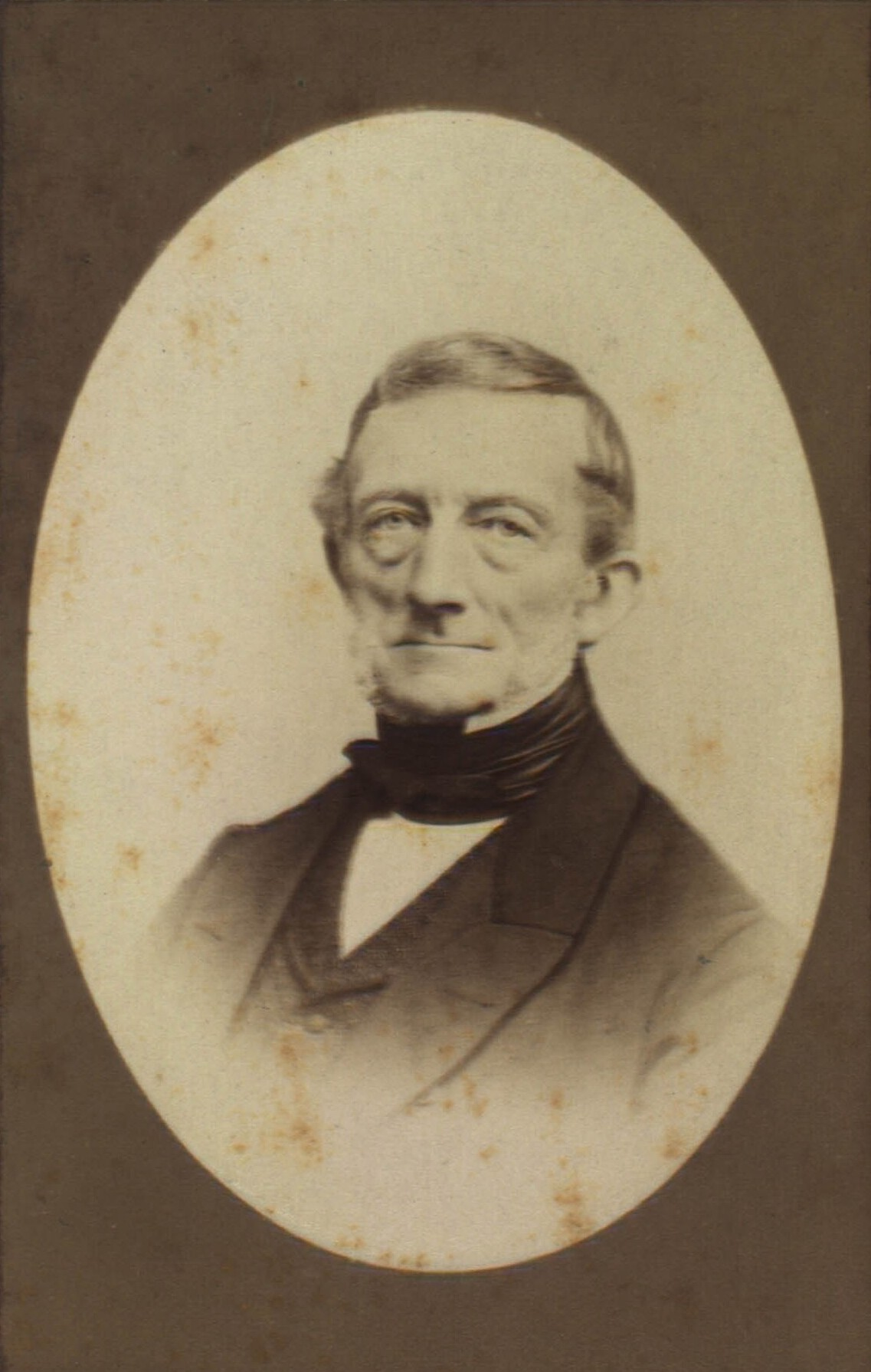
Edwin von Dirckinck-Holmfeld (1802–1896)

- Dirckinck-Holmfeld, Helmuth (1835–1912), deutsch-dänischer Maler
- Dirckinck-Holmfeld, Ulysses (1801–1877), dänischer Militär und Diplomat
- Dircks, Grete (1904–1968), deutsche Bildhauerin und Keramikerin
- Dircksen, Ernst (1831–1899), deutscher Eisenbahn-Bauingenieur und preußischer Baubeamter
- Dircksen, Friedrich (1874–1907), deutscher Bauingenieur und preußischer Eisenbahn-Baubeamter
- Dircksen, Onno, Bildhauer
- Dircksen, Rolf (1907–1983), deutscher Hochschullehrer, Professor für Biologie an der Universität Bielefeld
- Dirckx, Anton (1878–1927), niederländischer Marinemaler, Aquarellist und Radierer
- Dircx, Geertje († 1656), zeitweilige Lebensgefährtin des Malers Rembrandt van Rijn

### Dird
- Dirdal, Nicolai (1896–1991), norwegischer Pianist und Musikpädagoge
- Dirden, Brandon J (* 1978), US-amerikanischer Schauspieler und Theaterregisseur

### Dire
- Director, Kim (* 1974), US-amerikanische Schauspielerin
- Direitinho, José Riço (* 1965), portugiesischer Schriftsteller
- Direk Jayanama (1905–1967), thailändischer Politiker und Diplomat
- Direko, Winkie (1929–2012), südafrikanische Politikerin
- Direz, Clara (* 1995), französische Skirennläuferin

### Dirg
- Dirge, Roman (* 1972), US-amerikanischer Comiczeichner und -autor, Illustrator und Zauberkünstler
- Dirgėla, Juozas, litauischer Fußballspieler
- Dirgėla, Kęstutis (* 1960), litauischer Politiker, Mitglied des Seimas
- Dirgo, Craig, US-amerikanischer Autor

### Diri
- Diri, Douye (* 1959), nigerianischer Geschäftsmann und Politiker
- Diria, Ahmed Hassan (1937–2005), tansanischer Diplomat und Politiker
- Diriba, Boki (* 2004), äthiopischer Langstreckenläufer
- Dirichlet, Peter Gustav Lejeune (1805–1859), deutscher MathematikerPeter Gustav Lejeune Dirichlet (1805–1859)

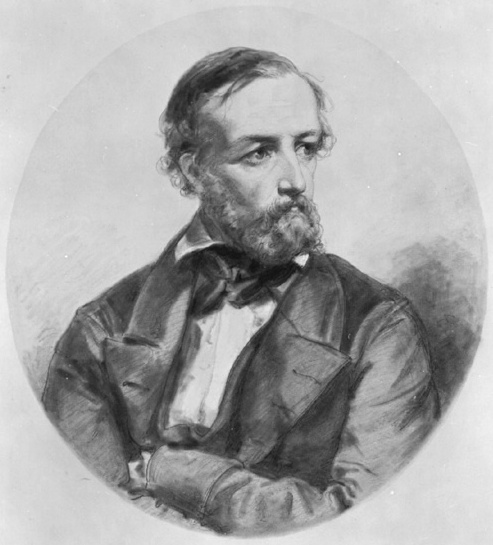
Peter Gustav Lejeune Dirichlet (1805–1859)

- Dirichlet, Rebecka (1811–1858), deutsche Salonnière
- Dirichs, Ferdinand (1894–1948), deutscher Geistlicher, Bischof von Limburg
- Dirichs, Ursula (1933–2022), deutsche Schauspielerin
- Dirick, Joseph (1895–1944), belgischer römisch-katholischer Geistlicher und Märtyrer
- Diricks, Dirk (1613–1653), deutscher Kupferstecher
- Dirickx, Frauke (* 1980), belgische Volleyballspielerin
- Dirickx, Henri G. (1928–2013), belgischer Entomologe
- Diricx, Henri (1927–2018), belgischer Fußballspieler
- Dirie, Waris (* 1965), somalische Schriftstellerin, Mannequin, Fotomodell und UN-SonderbotschafterinWaris Dirie (* 1965)

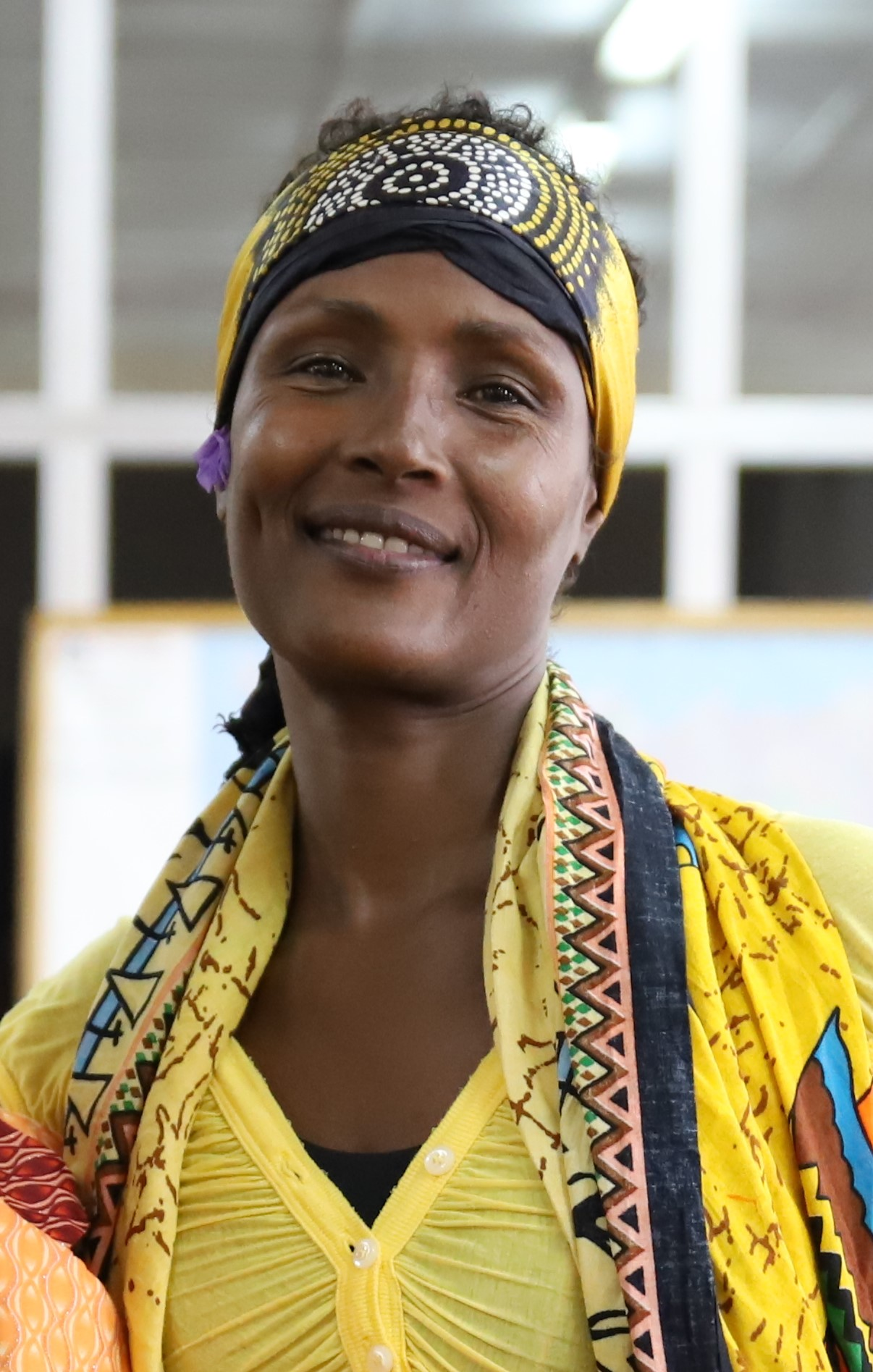
Waris Dirie (* 1965)

- Dirieh, Jamal Abdi (* 1997), dschibutischer Leichtathlet
- Dirilgerow, Kostadin (* 1898), bulgarischer Radrennfahrer
- Dirimlili, Basri (1929–1997), türkischer Fußballspieler und -trainer
- Dirimtekin, Feridun (1894–1976), türkischer Museumsleiter
- Diring, Dorian (* 1992), französischer Fußballspieler
- Diringer, Arnd (* 1972), deutscher Jurist, Publizist und Hochschullehrer
- Diringer, David (1900–1975), britischer Forscher der Sprachentwicklung und der Schriftgeschichte
- Diringer, Otto (1914–1992), deutscher Fußballspieler
- Diringer, Peter (1947–2020), deutscher Fußballspieler
- Diringshofen, Heinz von (1900–1967), deutscher Luftfahrtmediziner
- Diringshofen, Karl von (1817–1890), preußischer Generalleutnant
- Diringshofen, Max von (1855–1936), preußischer Generalleutnant
- Dirisio, Luca (* 1978), italienischer Popmusiker
- Dirisu, Sope (* 1991), britischer SchauspielerSope Dirisu (* 1991)

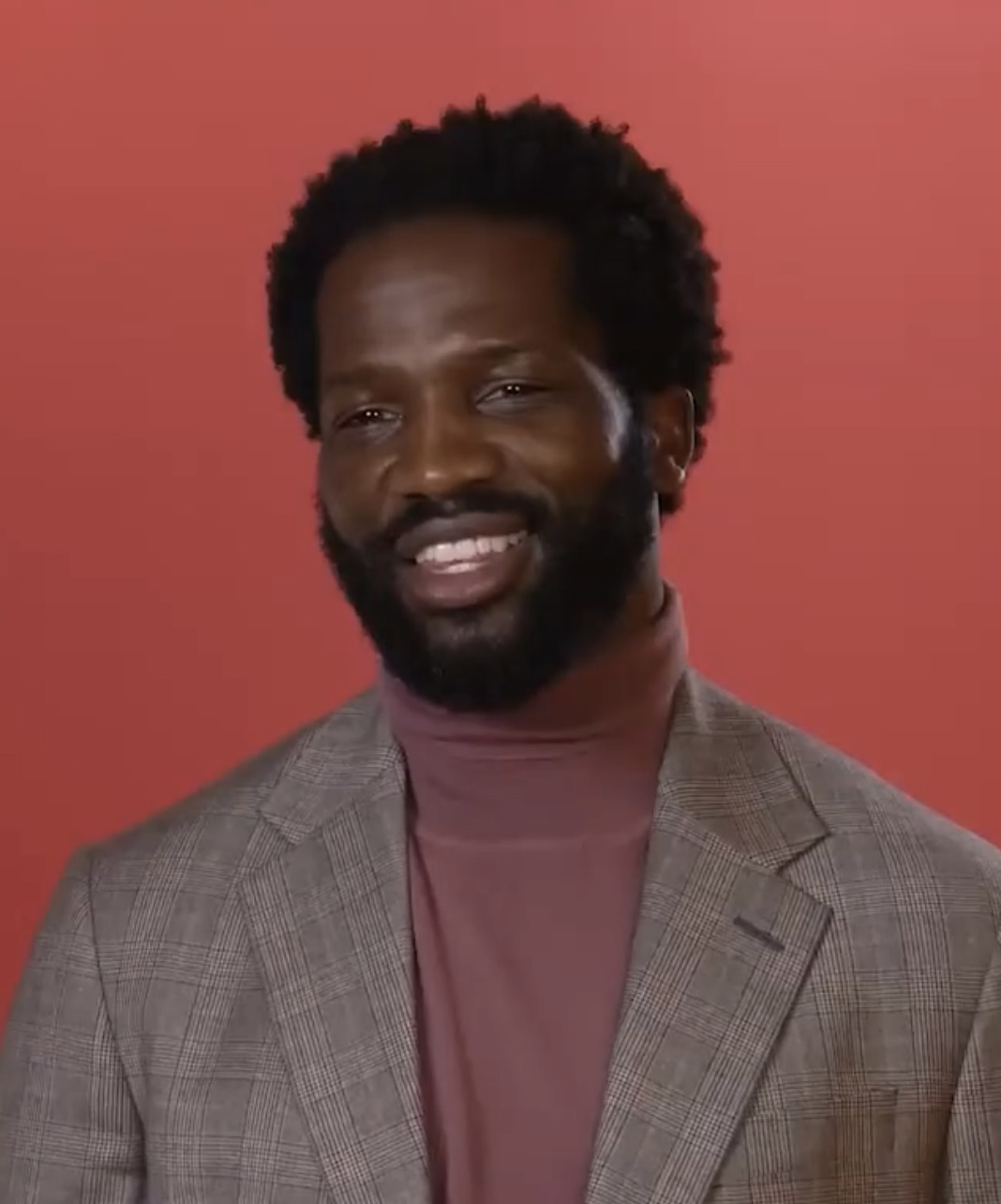
Sope Dirisu (* 1991)

- Diritti, Giorgio (* 1959), italienischer Filmregisseur, Drehbuchautor, Filmproduzent und Filmeditor

### Dirk
- Dirk van Teylingen († 1236), niederländischer Ritter, Dapifer von Holland
- Dirk, Robert (* 1966), kanadischer Eishockeyspieler, -trainer und -funktionär
- Dirka, Karel (1947–2014), tschechisch-deutscher Filmproduzent
- Dirkens, Annie (1870–1942), deutsch-englische Operettensängerin (Sopran)
- Dirkes, Ciriacus († 1605), Bildschnitzer der Renaissance
- Dirkink, Josepha von (1839–1905), deutsche Schriftstellerin
- Dirkmaat, Megan (* 1976), US-amerikanische Ruderin
- Dirkner, Jonas (* 2002), deutscher Fußballspieler
- Dirks, Andreas (1865–1922), deutscher Landschafts- und Marinemaler der Düsseldorfer Schule
- Dirks, Arne (* 1977), deutscher Sportfunktionär
- Dirks, Britta (* 1971), deutsche Schauspielerin
- Dirks, Elisabeth († 1549), niederländische Mennonitin
- Dirks, Hartmut (1954–2007), deutscher Publizist, Journalist und Erwachsenenpädagoge
- Dirks, Heinrich (1802–1872), deutscher Jurist und Abgeordneter
- Dirks, Johann Friedrich (1874–1949), deutscher Journalist, Erzähler und bedeutender Heimatdichter
- Dirks, Leonie (* 1983), deutsche politische Beamtin
- Dirks, Liane (* 1955), deutsche Schriftstellerin, Moderatorin und Journalistin
- Dirks, Marianne (1913–1993), deutsche Musikpädagogin und Frauenrechtlerin
- Dirks, Reentko (* 1979), deutscher Gitarrist, Percussionist und Komponist
- Dirks, Rudolph (1877–1968), deutsch-US-amerikanischer Comicpionier
- Dirks, Samantha (* 1992), belizische Leichtathletin
- Dirks, Simon, deutscher Synchronsprecher
- Dirks, Theodor (1816–1902), deutscher Lehrer sowie Schriftsteller
- Dirks, Thorsten (* 1963), deutscher ManagerThorsten Dirks (* 1963)

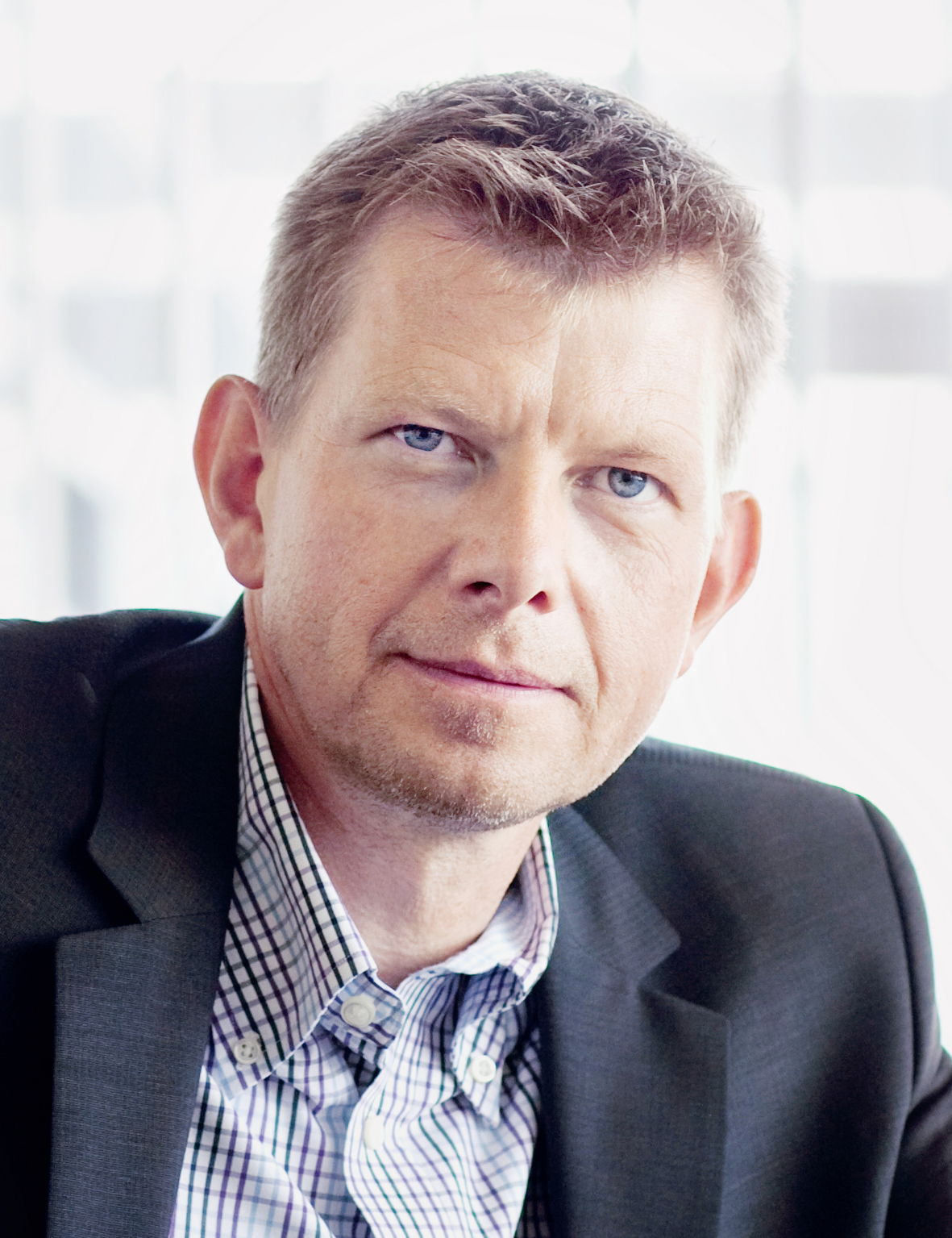
Thorsten Dirks (* 1963)

- Dirks, Tonnie (* 1961), niederländischer Langstreckenläufer
- Dirks, Una (* 1961), deutsche Sprach- und Erziehungswissenschaftlerin
- Dirks, Walter (1901–1991), deutscher katholischer Publizist, Schriftsteller und Journalist
- Dirks, Wilhelm (* 1947), deutscher Konstrukteur von Segelflugzeugen
- Dirkschneider, Udo (* 1952), deutscher Heavy-Metal-SängerUdo Dirkschneider (* 1952)

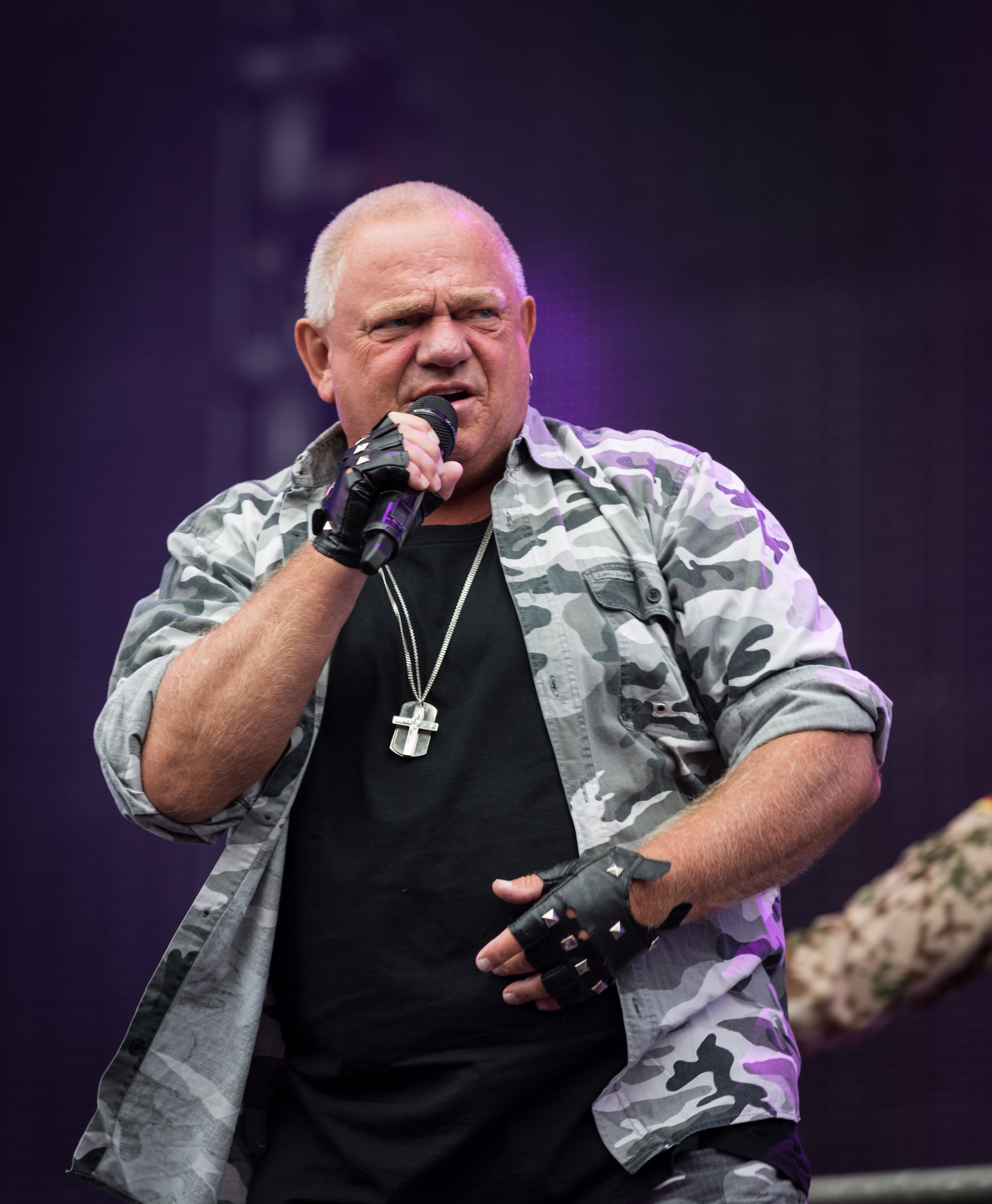
Udo Dirkschneider (* 1952)

- Dirkse van den Heuvel, Carlien (* 1987), niederländische Feldhockeyspielerin
- Dirksen, Dirk (1937–2006), US-amerikanischer Musikpromoter
- Dirksen, Eduard (1860–1927), deutscher Generalstabsarzt der Kaiserlichen Marine
- Dirksen, Enne Heeren (1788–1850), deutscher Mathematiker, Hochschullehrer Mathematik
- Dirksen, Everett (1896–1969), US-amerikanischer Politiker
- Dirksen, Gerrit (1925–2015), deutscher Tierarzt und Hochschullehrer
- Dirksen, Heinrich Eduard (1790–1868), deutscher Rechtshistoriker und Lexikograph
- Dirksen, Herbert von (1882–1955), deutscher Diplomat
- Dirksen, Pieter (* 1961), niederländischer Cembalist, Organist und Musikwissenschaftler
- Dirksen, Sandra (* 1984), deutsche Unihockeyspielerin
- Dirksen, Uta (* 1965), deutsche Medizinerin und Hochschullehrerin
- Dirksen, Victor (1887–1955), deutscher Kunsthistoriker und Museumsdirektor
- Dirksen, Viktoria von (1874–1946), deutsche Salonnière, Förderin Adolf Hitlers
- Dirksen, Wilhelm (1894–1967), deutscher evangelischer Pfarrer
- Dirksen, Willibald von (1852–1928), deutscher Gutsbesitzer und Politiker, MdR und Gesandter
- Dirksmeier, Patrick (* 1984), deutscher Triathlet
- Dirkzwager, Mandy (* 1990), niederländische Skirennläuferin

### Dirl
- Dirlewanger, Oskar (1895–1945), deutscher Offizier der Waffen-SS und KriegsverbrecherOskar Dirlewanger (1895–1945)

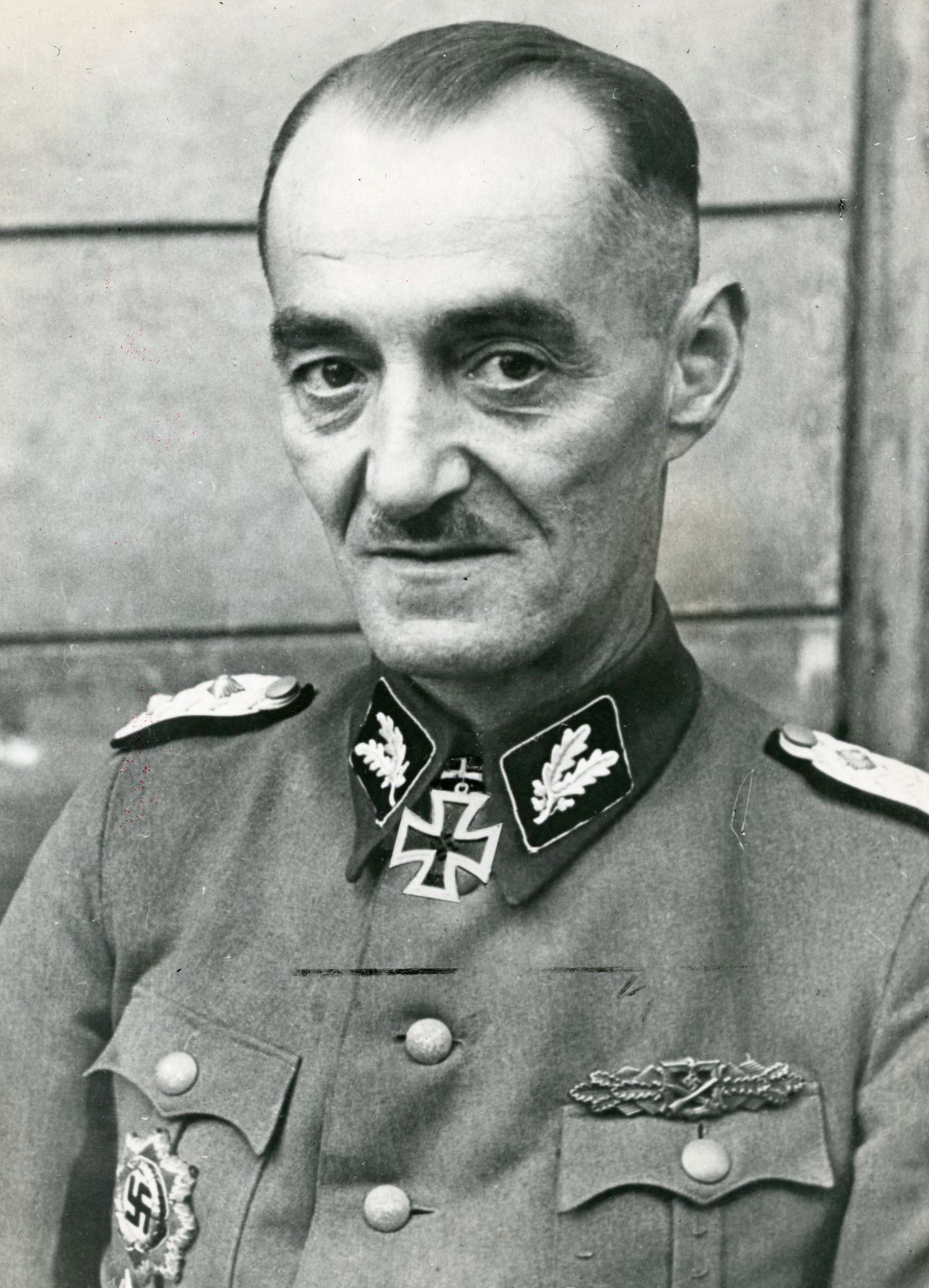
Oskar Dirlewanger (1895–1945)

- Dirlic, Toni (* 1979), deutscher Basketballtrainer und -spieler
- Dirlich, Sabine (* 1954), deutsche Politikerin (Die Linke), MdL
- Dirlmeier, Franz (1904–1977), deutscher Klassischer Philologe
- Dirlmeier, Ulf (1938–2011), deutscher Historiker

### Dirm
- Dirmeier, Johann (1852–1936), österreichischer Landwirt und Politiker (CS), Landtagsabgeordneter
- Dirmhirn, Hermine (1905–1943), österreichische Modistin und Widerstandskämpferin
- Dirmhirn, Lothar (1895–1943), österreichischer Widerstandskämpfer
- Dirmoser, Herbert (1896–1978), österreichischer Schauspieler
- Dirmoser, Richard (1872–1919), österreichisch-ungarischer Erfinder auf dem Gebiet Geschütztechnik
- Dirmstein, Hans († 1494), deutscher Goldschmied und Zeichner

### Dirn
- Dirnagl, Karl (1917–2004), deutscher Balneologe, Physiker und Bioklimatologe
- Dirnagl, Ulrich (* 1960), deutscher Neurologe
- Dirnaichner, Helmut (* 1942), deutscher Künstler
- Dirnbeck, Josef (* 1948), österreichischer katholischer Priester und Buchautor
- Dirnberger, Alfons (1941–2022), österreichischer Fußballspieler
- Dirnberger, Alfred (* 1951), österreichischer Politiker (ÖVP)
- Dirnberger, Alois (1823–1897), deutscher Maler
- Dirnberger, Erwin (* 1957), österreichischer Politiker (ÖVP), Landtagsabgeordneter
- Dirnberger, Franz Xaver (1809–1875), deutscher katholischer Theologe
- Dirnberger, Jakob (* 1980), österreichischer Squashspieler
- Dirnberger, Josef (1872–1937), österreichischer Bildhauer und Politiker, Landtagsabgeordneter
- Dirnberger, Sebastian (* 1997), österreichischer Fußballspieler
- Dirnböck, Jakob (1809–1861), österreichischer Buchhändler, Herausgeber, Verleger und Schriftsteller
- Dirnei Florencino, Renato (* 1979), brasilianischer Fußballspieler
- Dirnhofer, Richard (* 1942), österreichischer Gerichtsmediziner
- Dirnhofer, Thomas (* 1975), österreichischer Kameramann und Regisseur
- Dirnhofer, Veronika (* 1967), österreichische Künstlerin
- Dirnhuber, Karl (1889–1953), österreichischer Architekt
- Dirnt, Mike (* 1972), US-amerikanischer Musiker, Bassist der Punk-Rock-Band Green DayMike Dirnt (* 1972)

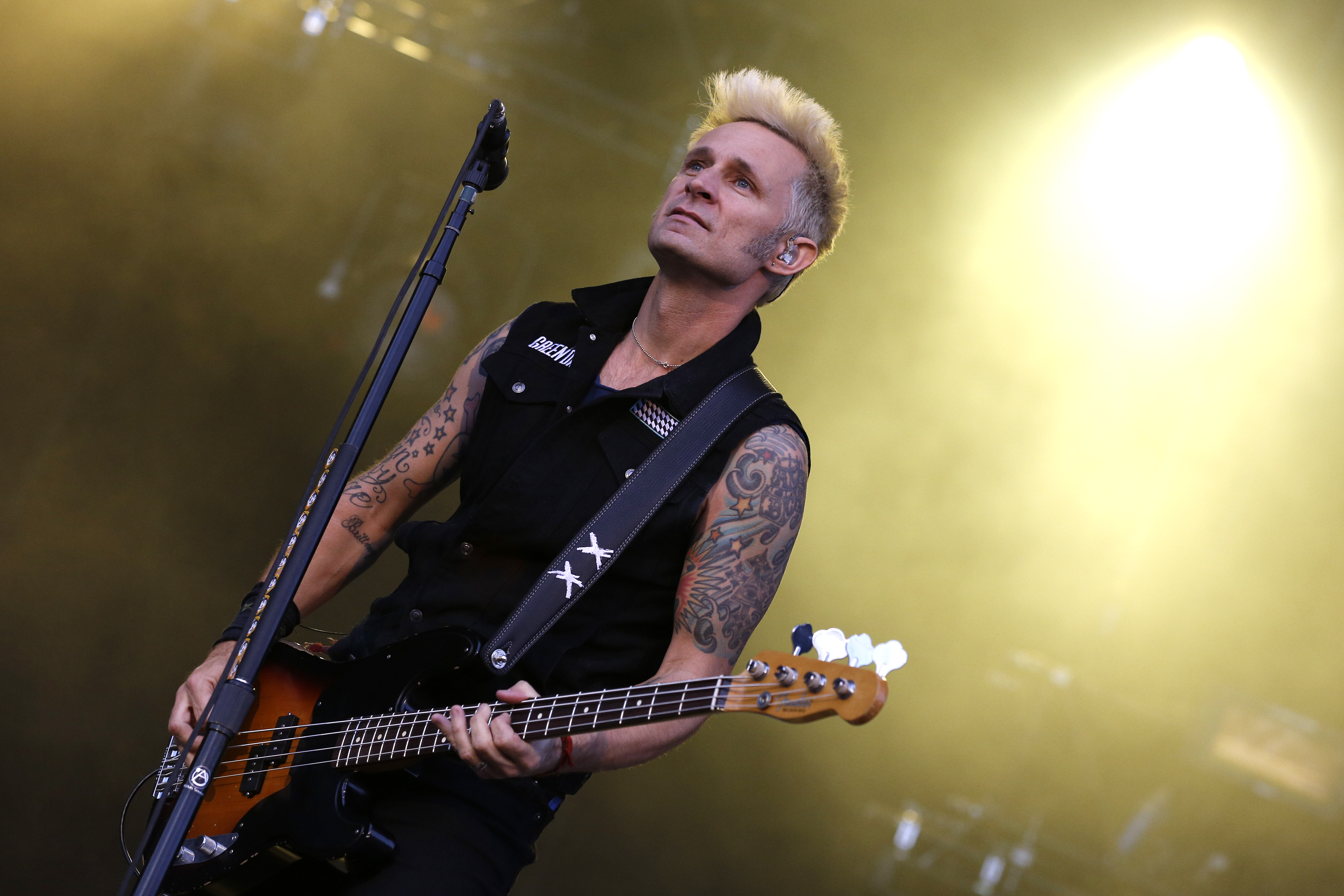
Mike Dirnt (* 1972)

### Diro
- Diro, Etenesh (* 1991), äthiopische Hindernis- und Langstreckenläuferin
- Diro, Ted (* 1942), papua-neuguineischer Politiker

### Dirr
- Dirr, Adolf (1867–1930), deutscher Philologe, Linguist, Ethnologe und Kaukasusforscher
- Dirr, Adolf (1907–1998), deutscher SS-Offizier
- Dirr, Agreda (1880–1949), deutsche Taubstummenpädagogin
- Dirr, Alfred (1902–1941), deutscher NSDAP-Funktionär
- Dirr, Andreas (* 1976), deutscher Filmregisseur und Drehbuchautor
- Dirr, Erwin (1899–1936), deutscher Politiker (NSDAP)
- Dirr, Johann Georg (1723–1779), Stuckateur und Bildhauer des Rokoko
- Dirr, Maximilian (* 1983), deutscher Schauspieler
- Dirr, Philipp († 1633), deutscher Tischler und Bildhauer
- Dirr, Pius (1875–1943), deutscher Archivar und Politiker
- Dirr, Theodor (1857–1931), deutscher Politiker
- Dirrell, Andre (* 1983), US-amerikanischer Boxer
- Dirrell, Anthony (* 1984), US-amerikanischer Boxer
- Dirren, Evelyne (* 1956), Schweizer Skirennfahrerin
- Dirrigl, Michael (1923–2002), deutscher Germanist, Autor, Historiker und Pädagoge
- Dirry, Robert (1884–1935), österreichischer Ringer und US-amerikanischer Boxer

### Dirs
- d’Irsay, Stephen (1894–1934), ungarischer Arzt und Medizinhistoriker
- Dirsch, Alberista (1902–1944), deutsche Steyler Missionsschwester und Märtyrin
- Dirsch, Felix (* 1967), deutscher katholischer Theologe und Politikwissenschaftler
- Dirsch, Verena (* 1964), deutsche Apothekerin und Universitäts-Professorin
- Dirschauer, Christian (* 1981), deutscher Politiker (SSW); MdL
- Dirschauer, Klaus (* 1936), deutscher evangelischer Theologe und Buchautor
- Dirschauer, Peter (* 1939), deutscher Schauspieler
- Dirscherl, Clemens (* 1958), deutscher Agrarsoziologe
- Dirscherl, Erwin (* 1960), deutscher Theologe
- Dirscherl, Fritz (1932–2021), deutscher Ringer
- Dirscherl, Gerhard (* 1939), deutscher Forstwissenschaftler und Kommunalpolitiker
- Dirscherl, Hans (1889–1962), deutscher Politiker (WP, FDP), MdR, MdB
- Dirscherl, Klaus (* 1940), deutscher Romanist und Hochschullehrer
- Dirscherl, Wilhelm (1899–1982), deutscher Chemiker und Physiologe
- Dirschka, Joachim (* 1941), deutscher Politiker (CDU), MdL
- Dirschmid, Hans Jörg (1941–2021), österreichischer Hochschullehrer und Mathematiker
- Dirslaus von Schwenkfeld († 1398), Dominikaner, Weihbischof in Breslau

### Dirt
- Dirtl, Christoph (* 1963), österreichischer Rallyefahrer
- Dirtl, Fritz (1928–1956), österreichischer Motorradrennfahrer
- Dirtl, Leopold (1890–1948), österreichischer Motorradrennfahrer
- Dirtl, Willy (1931–2019), österreichischer Balletttänzer und Choreograf
- Dirtsman (1966–1993), jamaikanischer Dancehall-Musiker
- Dirty Doering (* 1978), deutscher DJ und Label-Betreiber
- Dirty South (* 1978), australischer Remixer und DJ serbischer Herkunft
- Dirty Tina (* 1972), deutsche Pornodarstellerin

### Diru
- DiRubbo, Mike (* 1970), US-amerikanischer Jazzmusiker (Altsaxophon, Komposition)
- Diruf, Oskar von (1824–1912), deutscher Balneologe und Badearzt
- Diruta, Agostino, italienischer Kapellmeister und Komponist
- Diruta, Girolamo, italienischer Organist, Komponist und Musiktheoretiker

### Dirw
- Dirwelis, Erich (1921–2001), deutscher Generalmajor

### Dirx
- Dirx, Axel (1946–2017), deutscher Politiker (SPD), MdL, Gewerkschaftsfunktionär
- Dirx, Jörn-Peter (* 1947), deutscher Maler und Schriftsteller
- Dirx, Ruth (1913–1994), deutsche Autorin
- Dirx, Willi (1917–2002), deutscher Maler und Grafiker

### Dirz
- Diržius, Edgaras (* 1988), litauischer Arzt und Politiker
- Diržiūtė, Aistė (* 1991), litauische Schauspielerin
- Diržytė, Aistė (* 1977), litauischer Psychologe und Hochschullehrer